# Engel sucht Flügel
Engel sucht Flügel ist ein deutscher Fernsehfilm von Marek Gierszal aus dem Jahr 2001. Annett Renneberg, Julian Weigend und Christoph Waltz sind in den Hauptrollen besetzt.

## Handlung
Um an einem anerkannten Klavierwettbewerb teilzunehmen, reist die 20-jährige Russin Maria nach Frankfurt am Main. Vor Ort wird es ihr nicht leicht gemacht, denn die Pensionswirtin, bei der sie wohnen sollte, ist unerwartet gestorben, und das Klavier, auf dem sie üben sollte, ist an einen Antiquitätenhändler verkauft worden und auch ihre Bewerbungsunterlagen sind in der Musikhochschule nicht angekommen, wodurch sie auch vom Klavierwettbewerb ausgeschlossen ist. Obwohl er ihren Koffer mit ihren Ersparnissen geklaut hat, verliebt sie sich in den notorischen Dieb Hendrik, der todkrank ist.

## Produktionsnotizen
Für die Produktion Engel sucht Flügel zeichnete der Hessische Rundfunk verantwortlich. Die Erstausstrahlung erfolgte am 22. August 2001 zur Hauptsendezeit auf Das Erste.
Annett Renneberg und Julian Weigend spielen auch in der ARD-Krankenhausserie In aller Freundschaft ein Liebespaar.

## Kritik
Der Filmdienst konstatierte zu Engel sucht Flügel: „Konventionelle Liebeskomödie, in der sich jedes Problem nach Willen des Autors zum Guten wendet und die für ihre drei Protagonisten mit den bestmöglichen Veränderungen ihrer Lebenssituation aufwartet; wirklichkeitsfremde Unterhaltung.“.
Die Kritiker der Fernsehzeitschrift TV Spielfilm zeigten mit dem Daumen nach oben, vergaben für Humor und Spannung zwei, für Anspruch und Erotik je einen von drei möglichen Punkten und urteilten: „Bittersüße, schön gespielte Lovestory“.